# Горан Петровић
Горан Петровић (Краљево, 1. јул 1961 – Београд, 26. јануар 2024) био је српски књижевник и академик. Један је од најзначајнијих и најчитанијих савремених српских прозаиста. Био је редовни члан Српске академије наука и уметности.

## Биографија
Студирао је југословенску и српску књижевност на Филолошком факултету Универзитета у Београду.
Радио је дуго као библиотекар у огранку градске библиотеке у Жичи, педесетак метара од манастира Жича. Био је главни и одговорни уредник часописа Повеља (2003–2010). Био је главни и одговорни уредник издавачке делатности Народне библиотеке „Стефан Првовенчани” и уредник у ЈП „Службени гласник”.
Изабран је 1. новембра 2012. године за дописног члана САНУ, а за редовног 8. новембра 2018. године на Изборној скупштини САНУ 2018. У оквиру САНУ био је: председник УО Фонда „Никола Трајковић”, потпредседник УО Задужбине Бранка Ћопића, члан УО Задужбине Иве Андрића, члан Стручног савета Аудио-визуелног архива и члан Центра за дигитализацију САНУ.
Био је члан Српског књижевног друштва и Српског ПЕН центра.
Петровић је био везан за ћирилицу и своје књиге је објављивао на ћириличном писму. Како је сам наводио, родни град Краљево био му је извориште и надахнуће.
По сопственом захтеву је сахрањен у кругу најуже породице.

### Књижевни рад
Писао је углавном кратку прозу и роман.
Објавио је: књигу кратке прозе Савети за лакши живот (1989), роман Атлас описан небом (1993), збирку приповедака Острво и околне приче (1996), роман Опсада цркве Светог Спаса (1997), роман Ситничарница „Код срећне руке” (2000), збирку приповедака Ближњи (2002), збирку изабране кратке прозе Све што знам о времену (2003), драму Скела (2004), збирку приповедака Разлике (2006) и кино-новелу Испод таванице која се љуспа (2010). Збирка приповедака Острво и околне приче обилује раскошном имагинацијом. Иако су разноврсне приповетке, заједничко им је да речи сачињавају свет. Уводне приповетке приказују митски свет из бајки наших предака.
Његови романи и збирке прича објављени су у преко сто тридесет издања, од чега шездесет издања у преводу на руски, француски, италијански, шпански, немачки, пољски, бугарски, словеначки, македонски, енглески, мађарски, чешки, словачки, белоруски, грчки, холандски, арапски и персијски језик. Двадесетак његових прича је заступљено у антологијама српске приче у земљи и иностранству.
До 2023. године роман Атлас описан небом објављен је на српском језику у 9 издања, Опсада цркве Светог Спаса у 12 издања. а Ситничарница Код срећне руке у 25 издања.
Горан Петровић је писац модерног сензибилитета. На његово дело утицали су Милорад Павић и Борхес. Петровић се определио за ону врсту борхесовског приповедача који дела води у фантазмагорична приповедања. И то је самосвојност овог књижевника.

### Адаптације дела
Нека од његових дела су адаптирана за позориште, телевизију и радио:
- „Опсада цркве Светог Спаса”, драматизација и режија Кокан Младеновић, Народно позориште у Сомбору, 2002;
- „Скела”, по сопственом драмском тексту, продукција Народно позориште у Београду, режија Кокан Младеновић, Орашац, 2004;
- радио-драма „Богородица и друга виђења”, драматизација Сања Милић, режија Нађа Јањетовић, Драмски програм Радија Београд, 2007;
- телевизијски филм „Ближњи”, по сопственом сценарију, режија Мишко Милојевић, Драмски програм РТС-a, 2008;
- „Матица”, по сопственом драмском тексту, режија Рахим Бурхан, Атеље 212, 2011;
- радио-драма „Изнад пет трошних саксија“, драматизација и режија Страхиња Млађеновић, Драмски програм Радија Нови Сад, 2011.[15]

## Награде
- Награда „Борислав Пекић”, за синопсис романа Опсада цркве Светог Спаса, 1994.[16]‍:20
- Просветина награда, за књигу кратке прозе Острво и околне приче, 1996.[16]‍:184
- Награда „Меша Селимовић”, за роман Опсада цркве Светог Спаса, 1998.[16]‍:98
- Награда „Рачанска повеља”, за роман Опсада цркве Светог Спаса, 1999.[16]‍:192
- НИН-ова награда, за роман Ситничарница „Код срећне руке”, за 2000.[17][18]
- Награда „Златни сунцокрет”, за роман Ситничарница „Код срећне руке”, 2001.[16]‍:70
- Награда Народне библиотеке Србије за најчитанију књигу године, за роман Ситничарница „Код срећне руке”, 2002.[16]‍:159
- Награда „Борисав Станковић”, за књигу кратке прозе Ближњи, 2003.
- Награда „Светозар Ћоровић”, за књигу прича Разлике, 2006.[19]
- Андрићева награда, за књигу прича Разлике, 2007.[20]
- Награда „Кочићева књига”, за драму Матица, Бања Лука, 2011.
- Награду „Лаза Костић”, за књигу кратке прозе Испод таванице која се љуспа, 2011.[21]
- Награда „Златни крст кнеза Лазара”, 2014.
- Велика награда „Иво Андрић”, за животно дело, за 2018.
- Награда „Вељкова голубица”, за свеукупно приповедачко стваралаштво, 2018.
- Награда „Григорије Божовић”, за Изабрана дела, 2019.
- Награда „Станислав Лем”, 2020.
- Награда „Златна књига Библиотеке Матице српске”, 2021.[22]
- Награда „Рамонда сербика”, 2022.
- Награда „Бескрајни плави круг”, за роман Иконостас, 2022.[23]
- Награде Вукове задужбине, за уметност, за двокњижје Папир са воденим знаком и Иконостас.[24]
- Књижевна награда „Београдски победник”, за роман Папир са воденим знаком.[25]
- Награда „Владан Десница”, за роман Иконостас, 2023.[26]

## Дела

### Кратка проза
- Савети за лакши живот: роман уз кафу, Књижевна омладина Србије, Београд 1989.[27]
- Острво и околне приче, Просвета, Београд 1996.[28]
- Ближњи, Народна књига – Алфа, Београд 2002.[29]
- Све што знам о времену, Народна књига – Алфа, Београд 2003.[30]
- Разлике, Народна књига – Политика, Београд 2006.[31]
- Претраживач : записи, Народна књига – Алфа, Београд 2007.[32]
- Испод таванице која се љуспа, Новости, Београд 2010.[33]
- Породичне сторије, Моно и Мањана, Београд 2011.[34]
- Унутрашње двориште, Лагуна, Београд 2018.[35]

### Романи
- Атлас описан небом, Матица српска, Нови Сад 1993.[36]
- Опсада цркве Светог Спаса, Народна књига – Алфа, Београд 1997.[37]
- Ситничарница „Код срећне руке”, Народна књига – Алфа, Београд 2000.[38]
- Папир са воденим знаком (Роман делта: Ток 1), Лагуна, Београд 2022.[39]
- Иконостас (Роман делта: Ток 2), Лагуна, Београд 2022.[40]
- Палата (Роман делта: Ток 3), Лагуна, Београд 2024.

### Драма
- Скела / The Ferry, Народна књига – Алфа, Београд 2004.[41]
- Матица, Атеље 212, Београд 2011.[42]